# 宍倉正展
宍倉 正展（ししくら まさのぶ、1969年9月 - ）は、日本の地震学者。国立研究開発法人産業技術総合研究所海溝型地震履歴研究グループ長。
巨大地震の発生した沿岸域で海岸地形や津波の調査を中心に歴史地震、古地震学の研究を行う。
学位は、博士（理学）（千葉大学・2000年）甲第1807号。

## 略歴
- 1969年9月 千葉県夷隅郡大多喜町生まれ。
- 1988年 千葉県立長生高等学校卒業。
- 1994年 千葉大学理学部地学科卒業。
- 2000年
  - 同大学院自然科学研究科博士課程修了、博士（理学）。通商産業省工業技術院地質調査所入所。
  - 千葉県史自然誌系部会地形・地質執筆委員会委員（2000年4月～2005年3月）
- 2001年
  - 産業技術総合研究所活断層研究センターに所属変更。
  - 歴史地震研究会財政委員長（2001年9月～2008年9月）
- 2002年 日本地震学会大会企画委員（2002年4月～2004年3月）
- 2005年 内閣府中央防災会議関東大震災分科会委員（2005年4月～2006年3月）
- 2008年8月 京都大学大学院理学研究科非常勤講師
- 2009年 海溝型地震履歴研究チーム長。
- 2010年
  - 日本活断層学会理事（2010年5月～2014年4月）
  - 歴史地震研究会行事委員（2010年9月～2011年9月）
- 2011年
  - 東日本大震災千葉県調査検討専門委員会委員（2011年6月～2012年4月）
  - 地震調査研究推進本部（文部科学省）測地学分科会委員（2011年11月～2012年1月）
  - 平成23年度東日本大震災千葉県津波調査業務委託受託者選定委員会委員（2011年11月）
- 2012年
  - 日本地震学会通常代議員、国立歴史民俗博物館共同研究員
  - 内閣府元禄地震の災害教訓の継承に関する検討会委員（2012年4月～2013年3月）
  - 神奈川県温泉地学研究所津波調査検討委員会委員（2012年6月）
- 2013年 地震予知連絡会委員
- 2014年 海溝型地震履歴研究グループ長に所属・役職名変更。
  - 4月 日本地震学会編集委員会委員
  - 6月 千葉県地震被害想定調査検討会議委員
- 2013年 防災学者・大木聖子と結婚[1]。

## 著書
- 『次の巨大地震はどこか!』ミヤオビパブリッシング 2011
- 『巨大地震をほり起こす 大地の警告を読みとくぼくたちの研究』少年写真新聞社 ちしきのもり 2012

## 主要論文
- 房総半島南部保田低地の完新世海岸段丘と地震性地殻変動 第四紀研究 Vol.38 (1999) No.1 P17-28
- 完新世最高位旧汀線高度分布からみた房総半島の地殻変動 (PDF)  活断層・古地震研究報告 No.1 p.273-285 2001
- 関東地域における巨大地震・津波の履歴 日本地質学会第118年学術大会・日本鉱物科学会2011年年会合同学術大会（水戸大会）セッションID:S3-O-11

共著
- 後藤紫、金井憲一、宮内崇裕、房総半島における鴨川地溝帯北縁断層・南縁断層の変位地形と完新世の活動について 活断層研究 Vol.1999 (1999) No.18 p.23-30
- 宍倉正展, 原口強, 宮内崇裕、 房総半島南西部岩井低地の離水海岸地形からみた大正型関東地震の発生年代と再来間隔 地震 第2輯 (2001) Vol.53 No.4 357-372
- 伏島祐一郎、吉岡俊和、水野清秀、井村隆介、小松原琢、佐々木俊法、2000年鳥取西部地震の地震断層調査 (PDF)  活断層・古地震研究報告 No.1 (2001) p.1-26
- 下由香里、杉山雄一、山元孝広、吉岡敏和、寒川旭、丸山直樹、大石朗、細矢卓志、 栃木県関谷断層の活動履歴調 活断層・古地震研究報告 No.1 p.53-76 2001
- 宮内崇裕、房総半島沿岸における完新世低地の形成とサイスモテクトニクス 第四紀研究 Vol.40 (2001) No.3 P235-242
- 吉岡敏和、細矢卓志、橋本智雄、水野清秀、石山達也、境峠－神谷断層帯北部，境峠断層の完新世における活動履歴 地質学雑誌 Vol.111 (2005) No.9 P547-560
- 澤井祐紀、岡村行信、小松原純子、ThanTinAung、石山達也、藤原治、藤野滋弘、石巻平野における津波堆積物の分布と年代 (PDF)  活断層・古地震研究報告 No.7 （2007年）
- 小松原純子、岡村行信、澤井祐紀、吉見雅行、竿本英貴、紀伊半島沿岸の津波堆積物調査 (PDF)  活断層・古地震研究報告 No.7 p.219-230, 2007
- 澤井祐紀、岡村行信、高田圭太、松浦旅人、ThanTinAung、小松原純子、藤井雄士郎、藤原治、佐竹健治、鎌滝孝信、佐藤伸枝、ハンディジオスライサーを用いた宮城県仙台平野 （仙台市・名取市・岩沼市・亘理町・山元町） における古津波痕跡調査 (PDF)  活断層・古地震研究報告 No.7 （2007年）
- 澤井祐紀、小松原純子、ハンドコアラーを用いた宮城県仙台平野 （仙台市・名取市・岩沼市・亘理町・山元町） における古津波痕跡調査 (PDF)  活断層・古地震研究報告 第8号 （2008年）
- 藤原治、澤井祐紀、行谷佑一、2011年東北地方太平洋沖地震に伴う津波により九十九里海岸中部に形成された堆積物 第四紀研究 Vol.51 (2012) No.2 p.117-126
- 行谷佑一、小野尚哉、神田広信、房総半島南部見物海岸における精密地形測量と14C 年代測定 (PDF)  活断層・古地震研究報告 第14号 （2014年）
- 谷川晃一朗、澤井祐紀、藤原治、行谷佑一、青森県三沢市で検出されたイベント堆積物 第四紀研究 Vol.53 (2014) No.1 p.55-62